# Borgata San Pietro
San Pietro (San Per in piemontese) è una frazione geografica di Sant'Ambrogio di Torino nella città metropolitana di Torino, situata a 790 m s.l.m. sul monte Pirchiriano sottostante l'abbazia della sacra di San Michele in val di Susa.

## Storia
«...Il pendio che dalla Sacra scende verso Sant'Ambrogio, si addolcisce insolitamente a poca distanza dalla vetta: si distende in una piccola conca, verde di alberi e di prati; ivi si adagia il borgo di San Pietro, ricercato dai villeggianti per la sua amenità. In questo punto convergevano le due strade più importanti che anticamente salivano all'Abbazia di San Michele: quelle provenienti da Sant'Ambrogio e da Giaveno; ma nessun testo antico parla di questa località, sebbene alcuni vogliano identificarla con la Civitas Pirchiriana...»
«Si può supporre che un villaggio ivi esistesse sin dai primi tempi dell'abbazia, perché sicuramente i monaci non avevano grandi possibilità di abitazione per i loro dipendenti sulla vetta rocciosa attorno alla quale s'aggrappava il monastero, e, d'altro canto, è da credersi che non lasciassero incolta l'unica terra fertile che si trovava nelle adiacenze. Comunque, a dimostrare l'antichità e l'importanza del villaggio sta ancora - sia pure tristemente mutilato - il suo più significativo monumento: la chiesa di San Pietro. Situata in mezzo alle case, e da esse completamente nascosta, si trova poco al di sotto della Cappella della Madonna di Fatima - già di S.Anna - verso oriente...»
Nel 1849 il Dizionario degli Stati di S.M. il Re di Sardegna di Goffredo Casalis alla pagina 81 parla così della borgata San Pietro: «...prima di giungere da Sant'Ambrogio alla Sacra di San Michele s'incontra, a due terzi di strada, una borgata di dodici famiglie, che porta il nome di S.Pietro: colà sogliono prendere riposo i viaggiatori...»
Il santuario di Nostra Signora di Fátima, luogo di culto che sorge nella borgata San Pietro, venne edificato a partire dal 1714 ai piedi della celebre abbazia della sacra di San Michele con la dedicazione a sant'Anna patrona della borgata, dopo l'abbandono della precedente chiesa romanica del XIII secolo già dedicata a San Pietro.
Il 6 settembre 1715, don Giuseppe Antonio Rivo prevosto di Sant'Ambrogio benedisse questa nuova chiesa. Nel 1861 iniziarono nuovi lavori di ampliamento della chiesa che fu benedetta ufficialmente e riaperta al culto il 27 luglio 1862 dal prevosto don Michele Giovanni Battista Morelli.[1] Nel 1938 su progetto dell'architetto Giovanni Clemente, dell'Accademia Albertina di Torino vennero costruite la sacrestia ed il campanile nella forma ancora oggi presente.
Nel 1943, il prevosto don Emilio Rossero ne propose la dedicazione alla Madonna di Fátima, come primo santuario italiano dedicato alla Vergine apparsa a Fatima nel 1917 presso la Cova da Iria dove appena 13 anni prima, nel 1930, la Chiesa cattolica ne aveva proclamato il carattere soprannaturale ed autorizzato il culto. il 16 maggio 1943 vi fu la solenne inaugurazione del cardinale arcivescovo di Torino Maurilio Fossati e del vescovo di Susa Umberto Ugliengo, con la presenza di oltre diecimila pellegrini.
Tra la seconda parte del XIX secolo, e fino a metà del XX secolo, San Pietro era luogo di villeggiatura privilegiato, nel quale si recavano famiglie provenienti dalla città, sia per residenze estive nelle diverse ville che erano state costruite, sia per soggiorni nei 4 alberghi presenti nella borgata.
Nell'anno 2000 in occasione del giubileo del 2000 fu eretta all'inizio del centro abitato, la XVa Stazione della Via Crucis dedicata alla risurrezione di Gesù, realizzata a cura della comunità parrocchiale ed inaugurata dal vescovo Vittorio Bernardetto. Questa stazione completa il ciclo delle 15 grandi stazioni in pietra, che salendo da Sant'Ambrogio di Torino si snodano fino all'abitato di San Pietro.

## Natura
Numerosi sentieri partono da San Pietro verso i circostanti monte Ciabergia, monte Pirchiriano e colle Braida, ma le principali vie, sono rappresentate dall'antica mulattiera Sant'Ambrogio-Sacra di San Michele (segnavia sentiero n.502 - colori bianco-rosso), e dal Sentiero dei Principi (segnavia sentiero n.501 - colori bianco-rosso) fatto costruire dai Savoia per la traslazione alla sacra di San Michele delle tombe dei Savoia provenienti da Torino, in piemontese anche detto "Strà dij Prinsi".
Poco fuori dall'abitato di San Pietro, verso la sacra di San Michele ha inizio il sentiero dei Franchi (segnavia sentiero S.F. - colori bianco-rosso).
Da San Pietro inoltre si può accedere direttamente alla via ferrata Carlo Giorda tramite un sentiero che porta al Pian Cestlet che rappresenta uno dei punti d'entrata e di uscita dalla via ferrata.
Il rio San Michele (da San Pietro a Sant'Ambrogio) rappresenta l'unico corso d'acqua presente sul territorio di San Pietro, mentre diverse fontane con preziose acque di sorgenti locali,sono dislocate sul territorio, e in particolare la Fontana del Piazzale di San Pietro (XIX secolo), e la Fontana Sant'Anna (XIX secolo) situata nell'area attrezzata nei pressi dell'antica mulattiera per la Sacra di San Michele, oltre alla fontana situata al centro della borgata presso l'omonima Via della Fontana.

## Monumenti ed edifici storici
- Ruderi dell'antica chiesa di San Pietro (XI secolo) (visita esterna)
- Santuario di Nostra Signora di Fátima, costruita nel 1715 come chiesa dedicata a Sant'Anna e dal 1943 divenuta il primo santuario italiano dedicato alla Vergine di Fátima (visita in occasione delle festività).

## Strade
La principale via di accesso a San Pietro è rappresentata dalla  Strada Provinciale del Colle Braida che da Avigliana porta alla sacra di San Michele e ridiscende a Giaveno transitando per Valgioie.
La zona montana interessata è parte delle Alpi Cozie nel gruppo dell'Orsiera.

## Manifestazioni
- Processione della Madonna di Fatima da San Pietro a Sant'Ambrogio di Torino, si il primo sabato di Maggio dal 1949.
- Processione della Madonna di Fatima da Sant'Ambrogio di Torino a San Pietro, la seconda domenica di Maggio.
- Festa di Sant'Anna, ultima domenica di Luglio.

## Galleria d'immagini

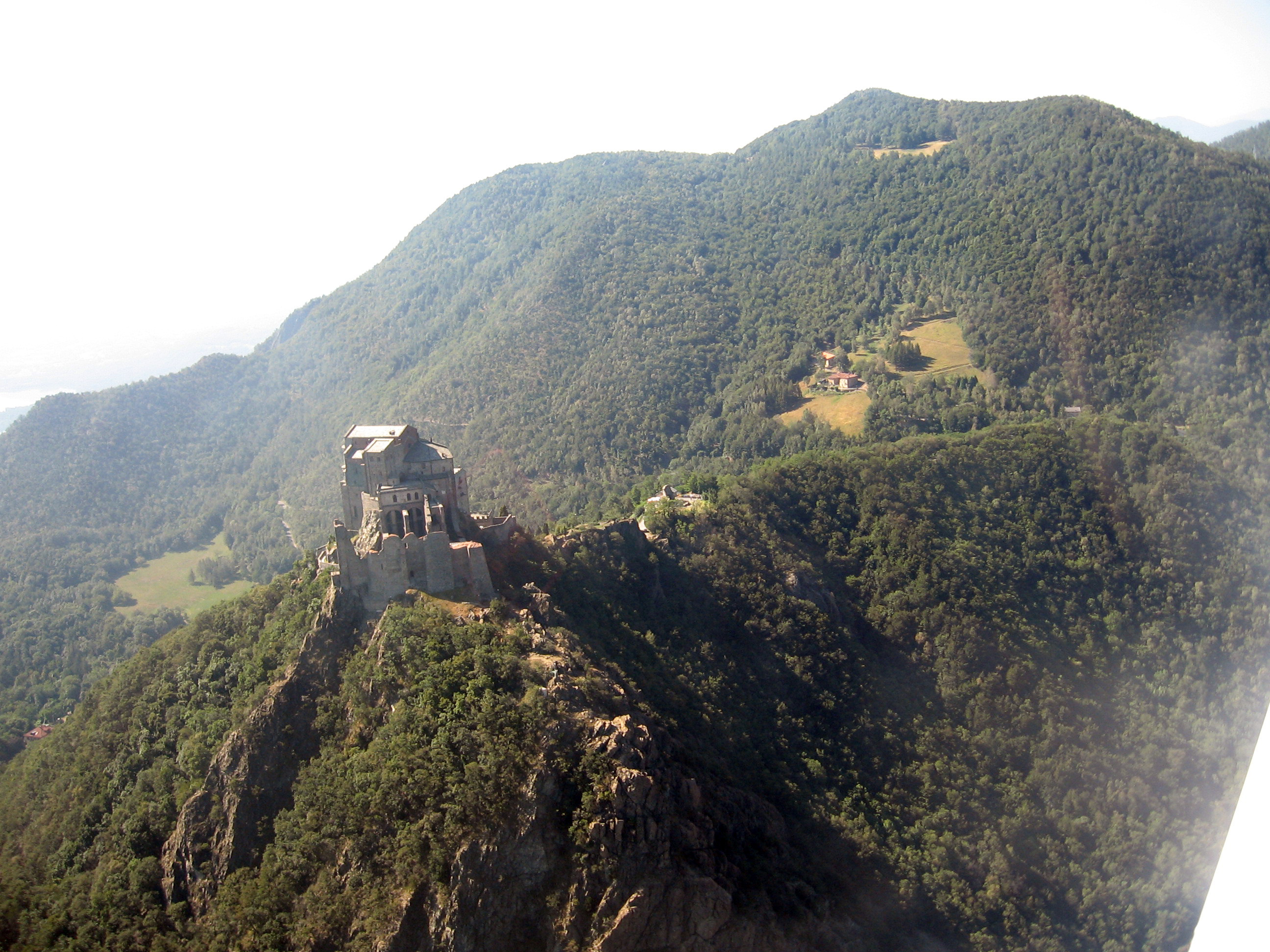
Sullo sfondo alcune case della borgata San Pietro (vista aerea sopra la sacra di San Michele)
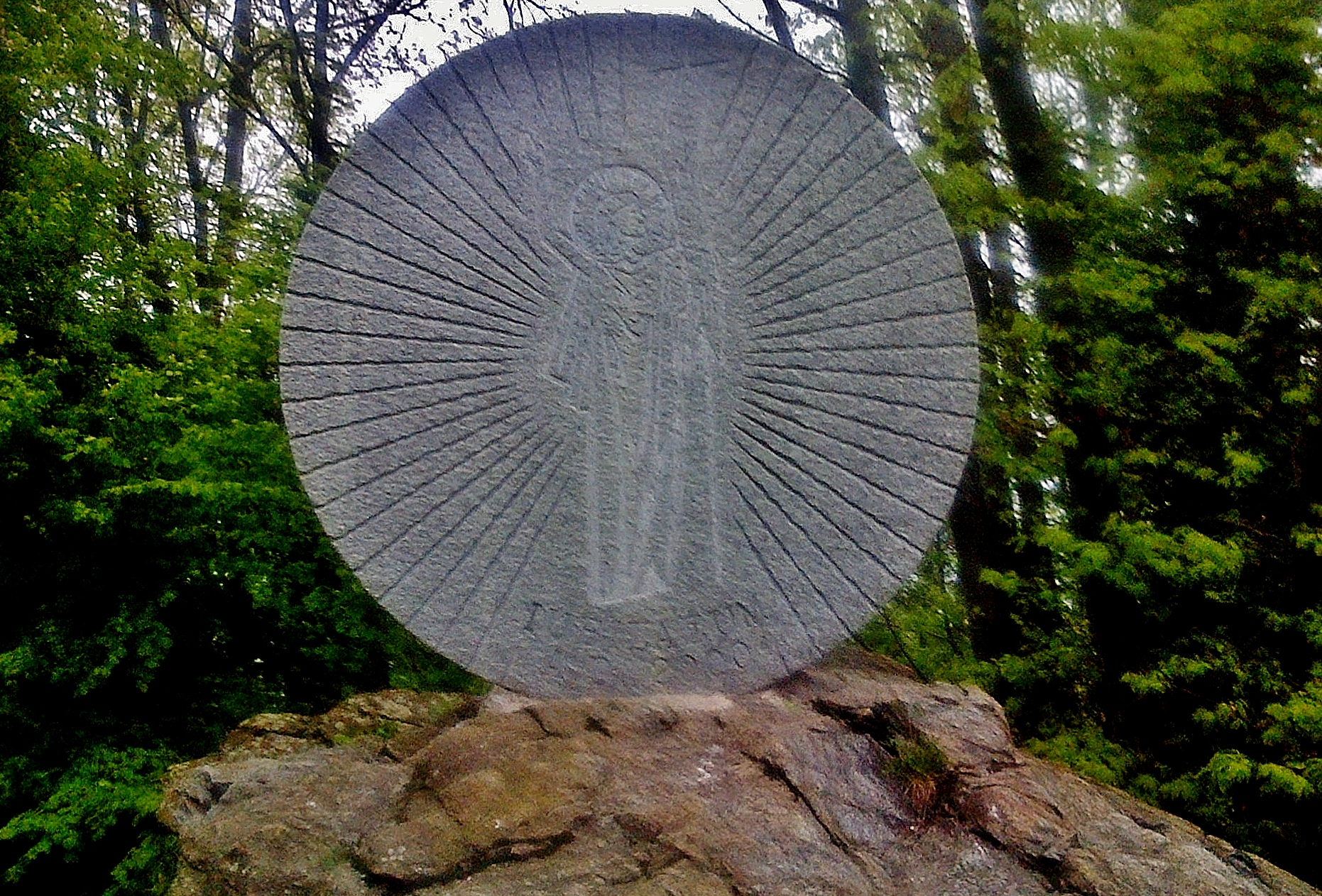
Borgata San Pietro: XVa Stazione della Via Crucis "la Resurrezione di Gesù" eretta durante il Grande Giubileo del 2000.
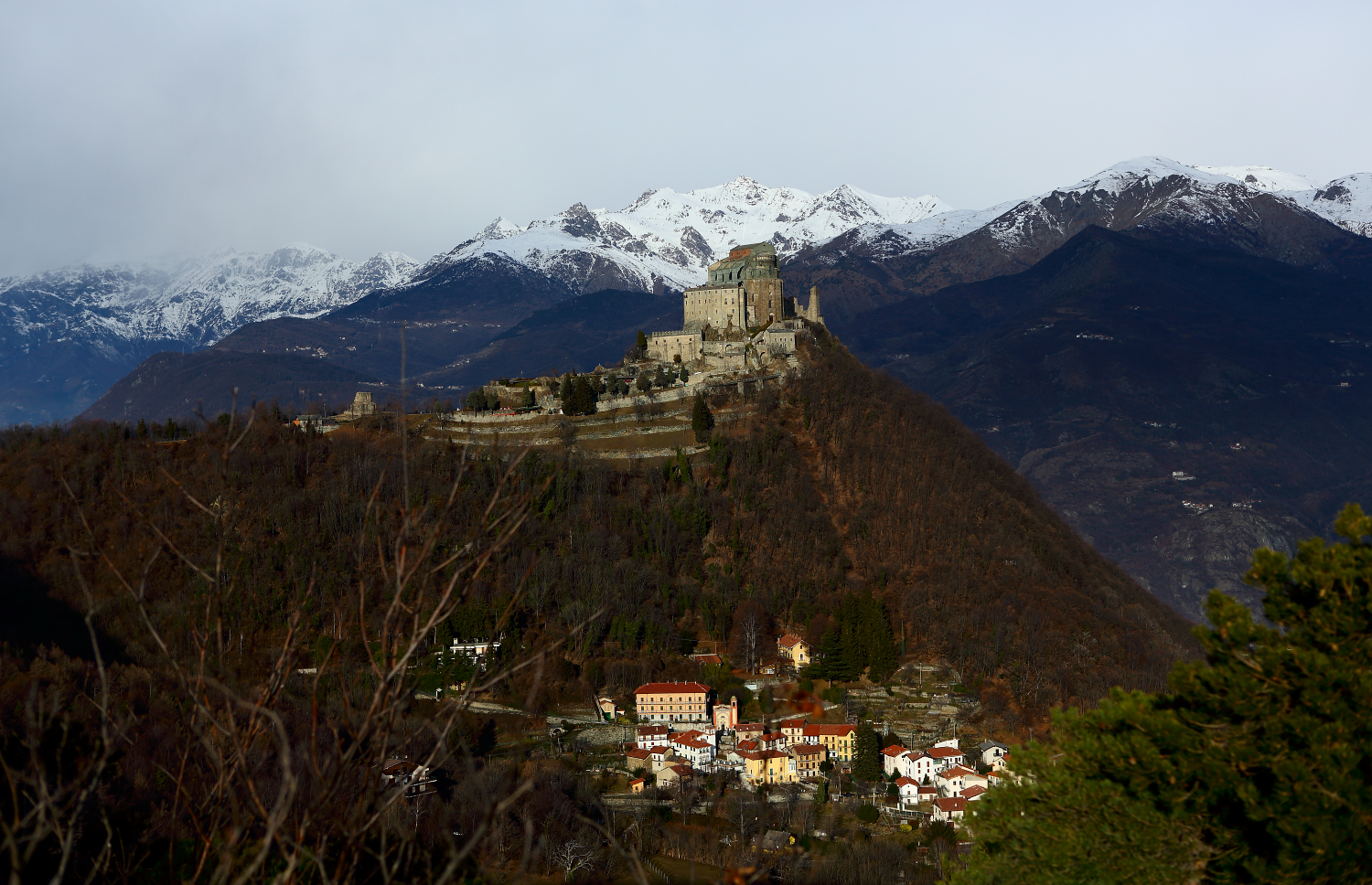
La Borgata San Pietro in una vista con la sovrastante Sacra di San Michele.
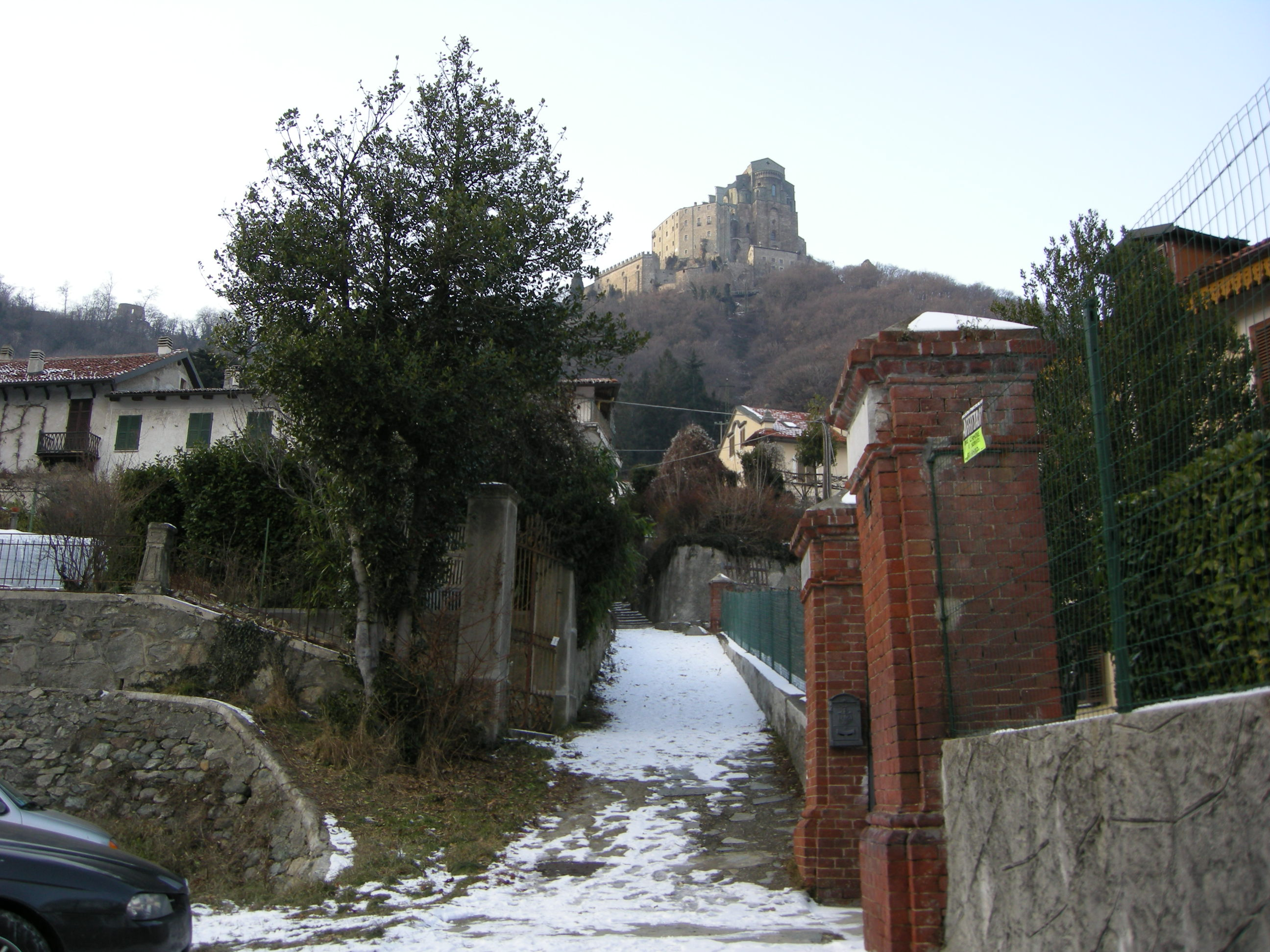
Borgata San Pietro: inizio della mulattiera verso la sacra di San Michele.